# Allobates zaparo
Allobates zaparo (Silverstone, 1976) è un anfibio anuro appartenente alla famiglia degli Aromobatidi.

## Etimologia
L'epiteto specifico è stato dato in onore dei zápara, una tribù indigena della giungla amazzonica al confine di Ecuador e Perù.

## Distribuzione e habitat
Questa specie si trova nelle province di Napo, di Orellana e Pastaza in Ecuador e al confine della regione di Loreto in Perù.